# Frédéric Maugiron
 (décembre 2012).
Si vous disposez d'ouvrages ou d'articles de référence ou si vous connaissez des sites web de qualité traitant du thème abordé ici, merci de compléter l'article en donnant les références utiles à sa vérifiabilité et en les liant à la section « Notes et références ».
Pour les articles homonymes, voir Maugiron.
Frédéric Maugiron, né le 26 mai 1975 à La Mure, est un joueur de boules lyonnaises français, exerçant la profession de chargé d'animation et événementiel à la patinoire polesud de Grenoble, licencié à ses débuts à Fontaine puis à Aix les bains et actuellement à Nice. 
Il est le seul français bouliste à avoir remporté à deux reprises une médaille d'or aux Jeux méditerranéens.

## Palmarès

### En simple
- Champion du monde cadet de Tir progressif en 1993 à Ljubljana en Slovénie.
- Champion du monde de Tir progressif en 1997 à Rijeka.
- Double champion d'Europe de Tir progressif, en 1996 à Saint Vulbas, et en 1998 à Saluces.
- Jeux méditerranéens de 2001: vainqueur du Tir progressif à Tunis.
- Champion de France de Tir progressif en 1996, et 1997. 
  -  Vice-champion du monde de Tir progressif en 1995 à Hamilton.
  -  Vice-champion de France de Tir progressif en 1995.

### Par équipe
- Champion du monde cadet par équipe en 1993 à Ljubljana en Slovénie;
- Champion du monde Doubles en 1995 à Hamilton au Canada;
- Jeux mondiaux de 1997: vainqueur avec Frédéric Poyet à Lahti en Finlande;
- Jeux méditerranéens de 1997: vainqueur  avec Frédéric Poyet à Bari en Italie;

### En quadrettes
- Champion de France de quadrettes nationale en 2008;
- Champion de France de quadrettes 2re division en 2011 à Lyon Gerland;
  -  Vice-champion de France de quadrettes 1re division en 1995 au Puy en Velay;

### Par équipes
- Champion de France par clubs en 1994, 1995,et 1998;  
  -  Vice-champion d'Europe en 1996 à Saint Vulbas;

### Tournois majeurs
Internationaux:
- Tournoi quadrangulaire de Komiza en 2000

Nationaux:
- Tournoi National de Pentecôte en 2008 et 2012

### Autres catégories
- Champion du monde Cadets de Tir progressif en 1993 à Ljubljana;
- Champion du monde Espoirs par équipes en 1994 à Neuville-sur-Saône;
- Champion du monde Cadets par équipes en 1993 à Ljubljana;
- Masters Espoirs en 1994 à Vienne;
  -  Vice-champion du monde Espoirs de Tir progressif, en 1994, et 1998.